# Nicolas Tikhomiroff
Nicolas Tikhomiroff (Parijs, 22 maart 1927 – aldaar, 17 april 2016) was een Frans-Russisch fotograaf.

## Biografie
Tikhomiroff begon zijn carrière in 1956. In 1959 werd hij lid van de selecte club fotografen van Magnum Photos. Hij fotografeerde bekende mensen zoals Brigitte Bardot, Édith Piaf, Jean Cocteau, Orson Welles en Yves Montand. Hij was ook fotograaf bij verschillende films zoals Chimes at Midnight en Amanti.
Hij werkte als oorlogsfotograaf in Algerije.
Tikhomiroff overleed in 2016 op 89-jarige leeftijd.
- Bibliothèque nationale de France: cb14063169x (data)
- International Standard Name Identifier: 0000 0000 0100 5066
- PIC: 306464
- RKD-Nederlands Instituut voor Kunstgeschiedenis: 386695
- Virtual International Authority File: 49439828